# 맥심커피배

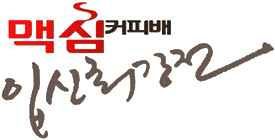
로고타입

맥심커피배 입신최강전, 약칭 맥심커피배, 맥심배는 한국기원이 주관하며 동서식품이 후원하는 대한민국의 바둑 기전이다. 세계바둑기전 사상 최초로 자체포인트제를 도입한 기전이다.

## 대회방식
1기 ~ 4기까지 연승전 방식, 5기부터는 본선 토너먼트 방식으로 변경하여 1기부터 13기까지는 전기시드와 예선으로 본선진출자를 선발했으나 14기부터 카누포인트가 도입되어 전기시드 4명과 카누포인트 상위 4명과 예선을 통해 올라온 선수들로 본선을 치렀고, 15기부터 예선전 제도를 폐지하고 카누포인트가 전면 적용되어 카누포인트를 기준으로 하는 초청전 형식으로 진행되고 있으며 결승은 3번기로 진행하고있다. 19기부터 참가 인원이 32명으로 확대했다. 23기 대회부터는 시드권자를 제외한 나머지 선수들은 카누포인트 대신 한국기원 랭킹에 따라 선발하는 것으로 바뀌었다.
- 참가제한 : 한국기원 소속 九단(입신, 入神)들만 참가하는 제한 기전
- 32강 구성 : 전기 우승자, 준우승자가 시드를 받고 출전하며 나머지는 후원사 와일드카드와 카누포인트를 기준으로 선수를 선발했으나 23기 대회부터 전기 우승자, 준우승자, 후원사 시드 4인 외에 나머지 선수들은 한국기원 랭킹에 따라 26명을 컷 해서 초청하는 것으로 바뀌었다.
- 카누포인트 : 14기부터 22기까지 도입되었으며. 한국기원 소속 九단들의 최근 2년간의 성적을 바탕으로 순위를 매겼다.
- 대국 규정 : 각자 10분으로 착수시 20초가 추가되는 피셔방식으로 진행한다. (덤 6.5집) (25기부터 적용)

## 상금
- 우승 5,000만원
- 준우승 2,000만원

## 역대 우승자
| 회차 | 년도 | 우승         | 전적 | 준우승       | 비고                          |
| ---- | ---- | ------------ | ---- | ------------ | ----------------------------- |
| 1    | 2000 | 최규병       | 2-1  | 유창혁       | 최규병 생애 첫 타이틀         |
| 2    | 2001 | 유창혁       | 2-1  | 양재호       |                               |
| 3    | 2002 | 유창혁       | 2-0  | 김일환       | 유창혁 대회 2연패             |
| 4    | 2003 | 장주주       | 2-0  | 루이나이웨이 | 세계바둑사상 최초 부부 결승   |
| 5    | 2004 | 루이나이웨이 | 2-1  | 유창혁       | 루이 남녀통합기전 두번째 우승 |
| 6    | 2005 | 이세돌       | 2-1  | 양재호       |                               |
| 7    | 2006 | 이세돌       | 2-1  | 최철한       |                               |
| 8    | 2007 | 이세돌       | 2-1  | 박정상       | 이세돌 대회 3연패             |
| 9    | 2008 | 박영훈       | 2-1  | 목진석       | 박영훈 대회 첫 우승           |
| 10   | 2009 | 최철한       | 2-0  | 박영훈       |                               |
| 11   | 2010 | 최철한       | 2-1  | 강동윤       | 최철한 대회 2연패             |
| 12   | 2011 | 박영훈       | 2-0  | 이창호       | 박영훈 두번째 우승            |
| 13   | 2012 | 박정환       | 2-0  | 최철한       |                               |
| 14   | 2013 | 박정환       | 2-0  | 이세돌       | 박정환 대회 2연패             |
| 15   | 2014 | 이세돌       | 2-0  | 박정환       | 이세돌 7년만에 우승           |
| 16   | 2015 | 최철한       | 2-1  | 홍성지       | 최철한 대회 세번째 우승       |
| 17   | 2016 | 이세돌       | 2-0  | 원성진       |                               |
| 18   | 2017 | 박정환       | 2-1  | 윤준상       | 박정환 대회 세번째 우승       |
| 19   | 2018 | 조한승       | 2-1  | 박영훈       | 조한승 대회 첫 우승           |
| 20   | 2019 | 신진서       | 2-1  | 이동훈       | 신진서 대회 첫 우승           |
| 21   | 2020 | 이지현(男)   | 2-0  | 신민준       | 이지현(男) 대회 첫 우승       |
| 22   | 2021 | 김지석       | 2-0  | 이지현(男)   | 김지석 대회 첫 우승           |
| 23   | 2022 | 박정환       | 2-0  | 이동훈       | 박정환 대회 네번째 우승       |
| 24   | 2023 | 신진서       | 2-0  | 이원영       |                               |
| 25   | 2024 | 신진서       | 2-0  | 김명훈       | 신진서 대회 2연패             |
| 26   | 2025 | 이지현       | 2-1  | 신진서       |                               |